# Марія Фернанда Алвіш
Марія Фернанда Алвіш (порт. Maria Fernanda Alves; нар. 17 квітня 1983) — колишня бразильська тенісистка. Найвищу одиночну позицію світового рейтингу — 132 місце досягла 12 вересня 2005, парну — 109 місце — 3 квітня 2006 року. Здобула 23 одиночні та 58 парних титулів туру ITF.
Завершила кар'єру 2016 року.

## Фінали ITF

### Одиночний розряд: 40 (23–17)
| Легенда          |
| ---------------- |
| турніри $100,000 |
| турніри $75,000  |
| турніри $50,000  |
| турніри $25,000  |
| турніри $15,000  |
| турніри $10,000  |

| Фінали за покриттям |
| ------------------- |
| Тверде (15–9)       |
| Ґрунт (8–8)         |
| Трава (0–0)         |
| Килим (0–0)         |

| Результат | Ранг | Дата              | Турнір                            | Покриття | Суперниця                     | Рахунок          |
| --------- | ---- | ----------------- | --------------------------------- | -------- | ----------------------------- | ---------------- |
| Перемога  | 1.   | 24 липня 2000     | ITF Каракас, Венесуела            | Тверде   | Стефані Шаер                  | 6–3, 6–2         |
| Перемога  | 2.   | 13 листопада 2000 | ITF Сан-Сальвадор, Сальвадор      | Ґрунт    | Алехандра Ріверо              | 4–2, 4–2         |
| Перемога  | 3.   | 25 червня 2001    | ITF Елваш, Португалія             | Тверде   | Олександра Кравець            | 6–3, 6–2         |
| Поразка   | 1.   | 8 липня 2001      | ITF Гечо, Іспанія                 | Ґрунт    | Сандра Клезель                | 3–6, 2–6         |
| Поразка   | 2.   | 23 вересня 2001   | ITF Сан-Паулу, Бразилія           | Тверде   | Карла Тіене                   | 3–6, 5–7         |
| Перемога  | 4.   | 6 квітня 2002     | ITF Белу-Оризонті, Бразилія       | Тверде   | Ваніна Гарсія Сокол           | 6–3, 6–1         |
| Поразка   | 3.   | 15 липня 2002     | ITF Кампус-ду-Жордау, Бразилія    | Тверде   | Йоланда Менс                  | 2–6, 6–4, 2–6    |
| Перемога  | 5.   | 19 серпня 2002    | ITF Асунсьйон, Парагвай           | Ґрунт    | Селесте Контін                | 6–1, 6–1         |
| Перемога  | 6.   | 10 березня 2003   | ITF Матаморос, Мексика            | Тверде   | Жоана Кортез                  | 3–6, 6–4, 6–2    |
| Поразка   | 4.   | 17 березня 2003   | ITF Монтеррей, Мексика            | Тверде   | Кільдін Шевальє               | 6–3, 0–6, 3–6    |
| Перемога  | 7.   | 24 березня 2003   | ITF Монтеррей, Мексика            | Тверде   | Жоана Кортез                  | 4–6, 7–6(7), 6–4 |
| Перемога  | 8.   | 16 червня 2003    | ITF Поса-Ріка, Мексика            | Тверде   | Карла Тіене                   | 6–4, 7–5         |
| Перемога  | 9.   | 30 червня 2003    | ITF Монтеррей, Мексика            | Тверде   | Карла Тіене                   | 7–5, 6–3         |
| Поразка   | 5.   | 14 липня 2003     | ITF Кампус-ду-Жордау, Бразилія    | Тверде   | Фредеріка Пієдаде             | 3–6, 6–2, 4–6    |
| Перемога  | 10.  | 21 червня 2004    | ITF Періге, Франція               | Ґрунт    | Марія Вольфбрандт             | 6–3, 6–3         |
| Перемога  | 11.  | 12 липня 2004     | ITF Кампус-ду-Жордау, Бразилія    | Тверде   | Каталін Мароші                | 7–5, 7–6(7)      |
| Перемога  | 12.  | 4 жовтня 2004     | ITF Хуарес, Мексика               | Ґрунт    | Марія Хосе Архері             | 7–5, 6–3         |
| Перемога  | 13.  | 18 липня 2005     | ITF Кампус-ду-Жордау, Бразилія    | Тверде   | Марія Хосе Архері             | 6–3, 7–5         |
| Перемога  | 14.  | 1 травня 2007     | ITF Лос-Мочіс, Мексика            | Тверде   | Ірина Фалконі                 | 6–2, 6–0         |
| Перемога  | 15.  | 7 травня 2007     | ITF Масатлан, Мексика             | Тверде   | Дженніфер Елі                 | 6–1, 6–4         |
| Перемога  | 16.  | 14 травня 2007    | ITF Ірапуато, Мексика             | Тверде   | Вікі Нуньєс Фуентес           | 6–3, 7–5         |
| Поразка   | 6.   | 25 червня 2007    | ITF Стамбул, Туреччина            | Тверде   | Кіра Надь                     | 7–6, 5–7, 1–6    |
| Поразка   | 7.   | 30 липня 2007     | ITF Кампус-ду-Жордау, Бразилія    | Тверде   | Тельяна Перейра               | 4–6, 2–6         |
| Перемога  | 17.  | 1 вересня 2008    | ITF Баруері, Бразилія             | Тверде   | Карла Тіене                   | 6–3, 7–5         |
| Перемога  | 18.  | 15 червня 2009    | ITF Белен, Бразилія               | Тверде   | Наталія Россі                 | 6–3, 6–3         |
| Поразка   | 8.   | 27 липня 2009     | ITF Кампус-ду-Жордау, Бразилія    | Тверде   | Марія Фернанда Альварес Теран | 3–6, 3–6         |
| Поразка   | 9.   | 8 березня 2010    | ITF Метепек, Мексика              | Тверде   | Маколл Гаркінс                | 1–6, 3–6         |
| Поразка   | 10.  | 11 жовтня 2010    | ITF Ліма, Перу                    | Ґрунт    | Лусія Хара Лосано             | 7–6, 3–6, 3–6    |
| Поразка   | 11.  | 13 червня 2011    | ITF Бетані-Біч, США               | Ґрунт    | Лєна Литвак                   | 6–7, 6–4, 3–6    |
| Перемога  | 19.  | 27 червня 2011    | ITF Сан-Жозе-дус-Кампус, Бразилія | Ґрунт    | Наталі Курата                 | 6–4, 7–5         |
| Перемога  | 20.  | 1 серпня 2011     | ITF Сан-Паулу, Бразилія           | Тверде   | Беатріс Аддад Майя            | 4–6, 7–5, 6–3    |
| Перемога  | 21.  | 22 серпня 2011    | ITF Можі-дас-Крузіс, Бразилія     | Ґрунт    | Наталія Россі                 | 6–1, 6–4         |
| Поразка   | 12.  | 10 жовтня 2011    | ITF Сан-Паулу, Бразилія           | Ґрунт    | Кароліна Себальйос            | 4–6, 4–6         |
| Перемога  | 22.  | 17 жовтня 2011    | ITF Гоянія, Бразилія              | Ґрунт    | Карла Лусеро                  | 6–2, 6–4         |
| Поразка   | 13.  | 20 серпня 2012    | ITF Ліма, Перу                    | Ґрунт    | Патрісія Ку Флорес            | 4–6, 4–6         |
| Поразка   | 14.  | 10 вересня 2012   | ITF Сан-Жозе-дус-Кампус, Бразилія | Ґрунт    | Лаура Пігоссі                 | 2–6, 6–0, 5–7    |
| Поразка   | 15.  | 1 жовтня 2012     | ITF Гейнсвілл, США                | Ґрунт    | Марія Фернанда Альварес       | 6–2, 0–6, 5–7    |
| Перемога  | 23.  | 21 січня 2013     | ITF Ліма, Перу                    | Ґрунт    | Гільда Меландер               | 6–2, 6–2         |
| Поразка   | 16.  | 31 березня 2014   | ITF Сан-Жозе-дус-Кампус, Бразилія | Ґрунт    | Паула Крістіна Гонсалвеш      | 2–6, 6–3, 2–6    |
| Поразка   | 17.  | 23 березня 2015   | ITF Метепек, Мексика              | Тверде   | Марсела Сакаріас              | 4–6, 5–7         |

### Парний розряд: 104 (58–46)
| Результат | Ранг | Дата              | Турнір                              | Покриття   | Партнерка                | Суперниці                                      | Рахунок              |
| --------- | ---- | ----------------- | ----------------------------------- | ---------- | ------------------------ | ---------------------------------------------- | -------------------- |
| Поразка   | 1.   | 30 квітня 2001    | ITF Флоріанополіс, Бразилія         | Ґрунт      | Тасія Сону               | Ана Лусія Мільяріні де Леон Клаудія Сальгес    | 3–6, 6–3, 4–6        |
| Перемога  | 1.   | 25 червня 2001    | ITF Елваш, Португалія               | Тверде     | Ана Катаріна Ногейра     | Олександра Кравець Аранча Парра Сантонха       | 6–3, 6–4             |
| Перемога  | 2.   | 6 серпня 2001     | ITF Ліма, Перу                      | Ґрунт      | Карла Тіене              | Даніела Альварес Ана Лусія Мільяріні де Леон   | 0–6, 6–3, 6–2        |
| Перемога  | 3.   | 27 серпня 2001    | ITF Асунсьйон, Парагвай             | Ґрунт      | Карла Тіене              | Наталія Гуссоні Клаудія Сальгес                | 2–6, 6–3, 6–3        |
| Перемога  | 4.   | 25 листопада 2001 | ITF Калі, Колумбія                  | Ґрунт      | Лівія Аззі               | Маріана Корреа Ромі Фара                       | 7–5, 6–1             |
| Поразка   | 2.   | 6 квітня 2002     | ITF Монтеррей, Мексика              | Тверде     | Ольга Калюжная           | Меліса Аревало Ванесса Менга                   | 2–6, 1–6             |
| Поразка   | 3.   | 6 квітня 2002     | ITF Белу-Оризонті, Бразилія         | Тверде     | Ванесса Менга            | Селесте Контін Роміна Оттобоні                 | 4–6, 6–2, 5–7        |
| Перемога  | 5.   | 5 серпня 2002     | ITF Ріміні, Італія                  | Ґрунт      | Карла Тіене              | Ева Фіслова Станіслава Грозенська              | 6–4, 6–4             |
| Поразка   | 4.   | 12 серпня 2002    | ITF Аоста, Італія                   | Ґрунт      | Андрея Ехрітт-Ванк       | Катарина Мишич Драгана Зарич                   | 5–7, 6–7             |
| Перемога  | 6.   | 10 березня 2003   | ITF Матаморос, Мексика              | Тверде     | Меліса Аревало           | Жоана Кортез Карла Тіене                       | 6–0, 7–5             |
| Поразка   | 5.   | 9 червня 2003     | ITF Гамільтон, Канада               | Ґрунт      | Анета Сукап              | Алісса Коен Даяна Сребровіч                    | 1–6, 6–3, 3–6        |
| Поразка   | 6.   | 16 червня 2003    | ITF Поса-Ріка, Мексика              | Тверде     | Меліса Аревало           | Флоренсія Рівольта Карла Тіене                 | 3–6, 3–6             |
| Поразка   | 7.   | 23 червня 2003    | ITF Вікторія, Мексика               | Тверде     | Карла Тіене              | Соледад Есперон Флавія Міґнола                 | 7–5, 6–7, 5–7        |
| Перемога  | 7.   | 30 червня 2003    | ITF Монтеррей, Мексика              | Тверде     | Карла Тіене              | Меліса Аревало Мікаела Моран                   | 7–6(7), 6–2          |
| Перемога  | 8.   | 14 липня 2003     | ITF Кампус-ду-Жордау, Бразилія      | Тверде     | Карла Тіене              | Меліса Аревало Фредеріка Пієдаде               | 7–6(7), 6–2          |
| Перемога  | 9.   | 22 вересня 2003   | ITF Ролі, США                       | Ґрунт      | Тіффані Дабек            | Морін Дрейк Едіна Галловіц-Халл                | 2–6, 6–3, 6–1        |
| Поразка   | 8.   | 10 листопада 2003 | ITF Мехіко                          | Тверде     | Карла Тіене              | Бруна Колозіу Жоана Кортез                     | 6–1, 3–6, 1–6        |
| Перемога  | 10.  | 29 березня 2004   | ITF Рабат, Марокко                  | Ґрунт      | Карла Тіене              | Даніела Клеменшиц Сандра Клеменшиц             | 6–1, 7–6(7)          |
| Перемога  | 11.  | 21 червня 2004    | ITF Періге, Франція                 | Ґрунт      | Наталія Гуссоні          | Еріка Біро Сара Ріск                           | 6–1, 6–2             |
| Перемога  | 12.  | 4 жовтня 2004     | ITF Хуарес, Мексика                 | Ґрунт      | Карла Тіене              | Андреа Сестіні Главачкова Яна Главачкова       | 6–4, 6–0             |
| Поразка   | 9.   | 1 травня 2005     | ITF Лафаєтт, США                    | Ґрунт      | Марі-Ев Пеллетьє         | Беті Секуловскі Сінді Вотсон                   | 6–4, 4–6, 3–6        |
| Поразка   | 10.  | 8 травня 2005     | ITF Ролі, США                       | Ґрунт      | Стефані Дюбуа            | Ешлі Гарклроуд Ліндсей Лі-Вотерс               | 2–6, 6–0, 3–6        |
| Поразка   | 11.  | 12 червня 2005    | Open de Marseille, Франція          | Ґрунт      | Марі-Ев Пеллетьє         | Ліга Декмеєре Каролін Денін                    | 2–6, 6–1, 2–6        |
| Поразка   | 12.  | 18 липня 2005     | ITF Кампус-ду-Жордау, Бразилія      | Тверде     | Фредеріка Пієдаде        | Летісія Собрал Марія Хосе Архері               | 0–6, 2–6             |
| Поразка   | 13.  | 27 вересня 2005   | ITF Ешленд, США                     | Тверде     | Аша Ролле                | Терін Ешлі Емі Фрейзер                         | 1–6, 4–6             |
| Поразка   | 14.  | 15 листопада 2005 | ITF Тусон, США                      | Тверде     | Мелінда Цінк             | Вікторія Азаренко Тетяна Пучек                 | 6–4, 6–7, 1–6        |
| Перемога  | 13.  | 31 січня 2006     | ITF Рокфорд, США                    | Тверде     | Марія Емілія Салерні     | Міхаела Паштікова Абігейл Спірс                | 0–6, 6–4, 6–2        |
| Поразка   | 15.  | 28 лютого 2006    | ITF Лас-Вегас, США                  | Тверде     | Тетяна Перебийніс        | Кейсі Деллаква Ніколь Пратт                    | w/o                  |
| Поразка   | 16.  | 2 травня 2006     | ITF Шарлотсвілл, США                | Ґрунт      | Лілія Остерло            | Марі-Ев Пеллетьє Суніта Рао                    | 7–6(6), 2–6, 3–6     |
| Поразка   | 17.  | 14 травня 2006    | ITF Індіан-Гарбор-Біч, США          | Ґрунт      | Марі-Ев Пеллетьє         | Едіна Галловіц-Халл Джессіка Кіркленд          | 3–6, 2–6             |
| Поразка   | 18.  | 31 жовтня 2006    | ITF Мехіко, Мексика                 | Тверде     | Шанелль Схеперс          | Марія Хосе Архері Летісія Собрал               | 3–6, 5–7             |
| Перемога  | 14.  | 21 листопада 2006 | ITF Пуебла, Мексика                 | Тверде     | Гана Шромова             | Івана Абрамович Марія Абрамович                | 6–4, 6–3             |
| Перемога  | 15.  | 13 березня 2007   | ITF Мерида, Мексика                 | Тверде     | Ваніна Гарсія Сокол      | Шанелль Схеперс Робін Стівенсон                | 6–3, 6–2             |
| Перемога  | 16.  | 21 травня 2007    | ITF Лос-Мочіс, Мексика              | Тверде     | Дженніфер Елі            | Деніелл Бравн Емілі Веблі-Сміт                 | 6–3, 6–0             |
| Перемога  | 17.  | 21 травня 2007    | ITF Монтеррей, Мексика              | Тверде     | Кортні Негл              | Лорена Аріас Еріка Кларке                      | 6–4, 6–4             |
| Перемога  | 18.  | 24 вересня 2007   | ITF Ешленд, США                     | Тверде     | Ева Грдінова             | Марет Ані Сандра Клезель                       | 7–6(5), 6–2          |
| Поразка   | 19.  | 5 листопада 2007  | ITF Торонто, Канада                 | Тверде     | Крістіна Вілер           | Габріела Дабровскі Шерон Фічмен                | 3–6, 0–6             |
| Поразка   | 20.  | 14 січня 2008     | ITF Серпрайз, США                   | Тверде     | Бетіна Хосамі            | Карлі Галліксон Шенай Перрі                    | 4–6, 5–7             |
| Перемога  | 19.  | 27 січня 2008     | ITF Вайколоа, США                   | Тверде     | Бетіна Хосамі            | Анджела Гейнс Машона Вашінгтон                 | 7–5, 6–4             |
| Перемога  | 20.  | 6 жовтня 2008     | ITF Палм-Біч-Гарденс, США           | Ґрунт      | Міхаела Паштікова        | Катерина Афіногенова Лорен Албанезе            | 3–6, 6–3, [10–5]     |
| Поразка   | 21.  | 27 квітня 2008    | Dothan Pro Classic, США             | Ґрунт      | Стефані Дюбуа            | Тетяна Лужанська Міхаела Паштікова             | 1–6, 3–6             |
| Поразка   | 22.  | 30 травня 2008    | ITF Галатіна, Італія                | Ґрунт      | Марія Ірігоєн            | Мелані Клаффнер Джессіка Мор                   | 6–3, 1–6, [6–10]     |
| Перемога  | 21.  | 1 вересня 2008    | ITF Баруері, Бразилія               | Тверде     | Карла Тіене              | Ана Клара Дуарте Фернанда Ерменежилду          | 6–2, 6–3             |
| Перемога  | 22.  | 6 жовтня 2008     | ITF Сан-Луїс-Потосі, Мексика        | Тверде     | Фредеріка Пієдаде        | Соледад Есперон Флоренсія Молінеро             | 5–7, 6–1, [10–8]     |
| Поразка   | 23.  | 23 березня 2009   | ITF Метепек, Мексика                | Тверде     | Дженніфер Елі            | Домініка Дьєшкова Катержина Крамперова         | 1–6, 6–7             |
| Поразка   | 24.  | 13 квітня 2009    | ITF Буенос-Айрес, Аргентина         | Ґрунт      | Карла Тіене              | Майлен Ору Вероніка Сп'єхель                   | 2–6, 2–6             |
| Поразка   | 25.  | 20 квітня 2009    | ITF Буенос-Айрес, Аргентина         | Ґрунт      | Карла Тіене              | Лусіана Сарменті Емілія Йоріо                  | 6–7, 4–6             |
| Перемога  | 23.  | 27 квітня 2009    | ITF Буенос-Айрес, Аргентина         | Ґрунт      | Карла Тіене              | Карен Кастібланко Андреа Коч Бенвенуто         | 6–3, 6–3             |
| Поразка   | 26.  | 8 червня 2009     | ITF Ель-Пасо, США                   | Тверде     | Лужанська Тетяна         | Крістіна Фусано Шіха Уберой                    | 3–6, 5–7             |
| Перемога  | 24.  | 15 червня 2009    | ITF Белен, Бразилія                 | Тверде     | Карла Тіене              | Ана Клара Дуарте Меган Мултон-Леві             | 7–6(7), 7–5          |
| Перемога  | 25.  | 29 червня 2009    | ITF Baston, США                     | Тверде     | Аша Ролле                | Меллорі Сесіл Меган Мултон-Леві                | 6–1, 4–6, [10–6]     |
| Поразка   | 27.  | 18 липня 2009     | ITF Богота, Колумбія                | Ґрунт      | Ніколе Клеріко           | Карен Кастібланко Паула Сабала                 | 6–1, 1–6, [7–10]     |
| Поразка   | 28.  | 23 листопада 2009 | ITF Пуебла, Мексика                 | Тверде     | Флоренсія Молінеро       | Аманда Фінк Елізабет Лампкін                   | 4–6, 7–6, [8–10]     |
| Перемога  | 26.  | 30 листопада 2009 | ITF Поса-Ріка, Мексика              | Ґрунт      | Паула Сабала             | Алессія Камплоне Вікторія Кисельова            | 6–2, 6–0             |
| Поразка   | 29.  | 18 січня 2010     | ITF Лутц, США                       | Ґрунт      | Флоренсія Молінеро       | Орелі Веді Машона Вашінгтон                    | 3–6, 3–6             |
| Поразка   | 30.  | 8 березня 2010    | ITF Метепек, Мексика                | Ґрунт      | Даніела Муньос Галлегос  | Аманда Фінк Елізабет Лампкін                   | 3–6, 7–5, [8–10]     |
| Перемога  | 27.  | 10 квітня 2010    | ITF Джексон, США                    | Ґрунт      | Ана Клара Дуарте         | Марія Ірігоєн Флоренсія Молінеро               | 6–4, 3–6, [10–5]     |
| Перемога  | 28.  | 10 травня 2010    | ITF Ріо-де-Жанейро, Бразилія        | Ґрунт      | Флоренсія Молінеро       | Майлен Ору Фернанда Ерменежилду                | 6–2, 6–4             |
| Перемога  | 29.  | 20 травня 2010    | ITF Ізмір, Туреччина                | Тверде     | Таміра Пашек             | Чагла Бююкакчай Пемра Озген                    | 6–1, 6–2             |
| Поразка   | 31.  | 13 вересня 2010   | ITF Ітапема, Бразилія               | Ґрунт      | Наталія Ченґ             | Монік Албукерке Роксане Вайзенберг             | 3–6, 3–6             |
| Поразка   | 32.  | 20 вересня 2010   | ITF Можі-дас-Крузіс, Бразилія       | Ґрунт      | Наташа Лотуффу           | Флавія Гімарайнш Буену Беатріс Аддад Майя      | 1–6, 3–6             |
| Перемога  | 30.  | 11 жовтня 2010    | ITF Ліма, Перу                      | Ґрунт      | Ізабела Міро             | Карен Кастібланко Андреа Коч Бенвенуто         | 6–4, 6–4             |
| Перемога  | 31.  | 18 жовтня 2010    | ITF Рок-Гілл, США                   | Ґрунт      | Маріана Дуке-Маріньо     | Саназ Маранд Кейтлін Горіскі                   | 6–1, 4–6, [10–4]     |
| Перемога  | 32.  | 30 жовтня 2010    | ITF Баямон, Пуерто-Рико             | Тверде     | Марі-Ев Пеллетьє         | Марія Ірігоєн Флоренсія Молінеро               | 7–6(5), 6–4          |
| Перемога  | 33.  | 15 листопада 2010 | ITF Нітерой, Бразилія               | Ґрунт      | Ана Клара Дуарте         | Монік Албукерке Фернанда Ерменежилду           | 6–4, 6–4             |
| Перемога  | 34.  | 4 грудня 2010     | ITF Ріо-де-Жанейро, Бразилія        | Ґрунт      | Ана Клара Дуарте         | Алізе Лім Паула Ормаечеа                       | w/o                  |
| Перемога  | 35.  | 18 березня 2011   | ITF Сантьяго, Чилі                  | Ґрунт      | Паула Ормаечеа           | Барбара Руш Кароліна Себальйос                 | 6–3, 7–6(2)          |
| Поразка   | 33.  | 13 червня 2011    | ITF Бетані-Біч, США                 | Ґрунт      | Ангелина Габуєва         | Александра Гірш Лєна Литвак                    | 5–7, 6–3, 4–6        |
| Перемога  | 36.  | 27 червня 2011    | ITF Сан-Жозе-дус-Кампус, Бразилія   | Ґрунт      | Карла Форте              | Монік Албукерке Фернанда Фарія                 | 6–4, 0–6, 6–4        |
| Поразка   | 34.  | 30 липня 2011     | ITF Кампус-ду-Жордау, Бразилія      | Тверде     | Роксане Вайзенберг       | Фернанда Ерменежилду Тельяна Перейра           | 6–3, 6–7(5), [9–11]  |
| Перемога  | 37.  | 8 серпня 2011     | ITF Сан-Паулу, Бразилія             | Ґрунт      | Фернанда Ерменежилду     | Едуарда Піай Каріна Вендітті                   | 7–6(6), 4–6, [14–12] |
| Перемога  | 38.  | 5 вересня 2011    | ITF Аліс-Спрингс, Австралія         | Тверде     | Саманта Маррей           | Брук Рішбіт Сторм Сендерз                      | 3–6, 7–5, [10–3]     |
| Поразка   | 35.  | 12 вересня 2011   | ITF Кернс, Австралія                | Тверде     | Саманта Маррей           | Аю Фані Дамаянті Джессі Ромп'єс                | 3–6, 3–6             |
| Перемога  | 39.  | 19 вересня 2011   | ITF Дарвін, Австралія               | Тверде     | Саманта Маррей           | Стефані Бенгсон Тайра Келдервуд                | 6–4, 6–2             |
| Перемога  | 40.  | 10 жовтня 2011    | ITF Сан-Паулу, Бразилія             | Ґрунт      | Габріела Се              | Флавія Дешандт Араужу Паула Крістіна Гонсалвеш | 6–2, 6–4             |
| Перемога  | 41.  | 10 жовтня 2011    | ITF Сан-Паулу, Бразилія             | Ґрунт      | Каріна Вендітті          | Габріела Се Сесілія Коста Мольгар              | 6–2, 6–4             |
| Поразка   | 36.  | 17 жовтня 2011    | ITF Гоянія, Бразилія                | Ґрунт      | Габріела Се              | Хасмін Брітос Карла Лусеро                     | 6–0, 4–6, 4–6        |
| Перемога  | 42.  | 30 квітня 2012    | ITF Індіан-Гарбор-Біч, США          | Ґрунт      | Джессіка Мор             | Марі-Ев Пеллетьє Альона Сотникова              | 6–7(6), 6–3, [10–8]  |
| Перемога  | 43.  | 16 липня 2012     | ITF Кампус-ду-Жордау, Бразилія      | Тверде     | Монік Адамчак            | Паула Крістіна Гонсалвеш Роксане Вайзенберг    | 4–6, 6–3, [10–3]     |
| Перемога  | 44.  | 10 вересня 2012   | ITF Сан-Жозе-дус-Кампус, Бразилія   | Ґрунт      | Лаура Пігоссі            | Паула Фейтоза Наталія Россі                    | 6–0, 6–3             |
| Перемога  | 45.  | 24 вересня 2012   | ITF Амелія, США                     | Ґрунт      | Марія Фернанда Альварес  | Елізабет Ферріс Анастасія Харченко             | 6–2, 6–2             |
| Поразка   | 37.  | 29 жовтня 2012    | ITF Буенос-Айрес, Аргентина         | Ґрунт      | Марія Фернанда Альварес  | Елена Богдан Ралука Олару                      | 6–1, 2–6, [7–10]     |
| Перемога  | 46.  | 21 січня 2013     | ITF Ліма, Перу                      | Ґрунт      | Ванеса Фурланетто        | Патрісія Ку Флорес Катеріне Міранда Чанґ       | 6–1, 6–4             |
| Поразка   | 38.  | 4 лютого 2013     | Midland Classic, США                | Тверде (i) | Саманта Маррей           | Мелінда Цінк Мір'яна Лучич-Бароні              | 7–5, 4–6, [7–10]     |
| Перемога  | 47.  | 8 квітня 2013     | ITF Поса-Ріка, Мексика              | Тверде     | Марія Фернанда Альварес  | Стефані Дюбуа Ольга Савчук                     | 6–2, 6–3             |
| Поразка   | 39.  | 30 липня 2013     | ITF Кампус-ду-Жордау, Бразилія      | Тверде     | Марія Фернанда Альварес  | Паула Крістіна Гонсалвеш Марія Ірігоєн         | 5–7, 3–6             |
| Перемога  | 48.  | 29 вересня 2013   | ITF Амелія, США                     | Ґрунт      | Александра Мюллер        | Роксанн Еллісон Сьєрра Еллісон                 | 7–5, 6–3             |
| Перемога  | 49.  | 24 березня 2014   | ITF Ribeirão Preto, Бразилія        | Ґрунт      | Ана Клара Дуарте         | Габріела Се Едуарда Піай                       | 6–4, 4–6, [11–9]     |
| Перемога  | 50.  | 31 березня 2014   | ITF Сан-Жозе-дус-Кампус, Бразилія   | Ґрунт      | Паула Крістіна Гонсалвеш | Габріела Се Едуарда Піай                       | 7–6(0), 7–5          |
| Перемога  | 51.  | 7 квітня 2014     | ITF São José do Rio Preto, Бразилія | Ґрунт      | Паула Крістіна Гонсалвеш | Кароліна Алвес Інгрід Гамарра Мартінс          | 6–2, 6–0             |
| Поразка   | 40.  | 24 серпня 2014    | ITF Вінніпег, Канада                | Тверде     | Анаміка Бгаргава         | Розі Джогансон Шарлотт Петрік                  | 3–6, 3–6             |
| Перемога  | 52.  | 22 вересня 2014   | ITF Амелія, США                     | Ґрунт      | Кері Вонґ                | Софі Чанг Енді Деніелл                         | 7–6(6), 7–6(4)       |
| Перемога  | 53.  | 29 вересня 2014   | ITF Гілтон-Гед, США                 | Ґрунт      | Кері Вонґ                | Емілі Гарман Медлін Кобелт                     | 6–1, 7–6(5)          |
| Перемога  | 54.  | 25 жовтня 2014    | ITF Вікторія, Мексика               | Тверде     | Патріція Марія Ціг       | Кароліна Бетанкурт Ленка Вєнерова              | 6–1, 6–2             |
| Перемога  | 55.  | 23 березня 2015   | ITF Метепек, Мексика                | Тверде     | Кейтлін Крістіан         | Вікторія Родрігес Марсела Сакаріас             | 2–6, 6–1, [15–13]    |
| Перемога  | 56.  | 6 квітня 2015     | ITF Леон, Мексика                   | Тверде     | Даніелль Лао             | Кім Грайдек Хібі Майо                          | 5–7, 7–6(5), [10–4]  |
| Поразка   | 41.  | 24 квітня 2015    | ITF Гвадалахара, Мексика            | Тверде     | Рената Сарасуа           | Марсела Сакаріас Лаура Пігоссі                 | 1–6, 2–6             |
| Поразка   | 42.  | 4 травня 2015     | ITF Пущиково, Польща                | Тверде     | Зузана Злохова           | Маргарита Лазарева Катаріна Ленерт             | 3–6, 3–6             |
| Поразка   | 43.  | 25 травня 2015    | ITF Бол, Хорватія                   | Ґрунт      | Айлен Креспо Асконсабаль | Тена Лукас Іва Примораць                       | 6–4, 1–6, [7–10]     |
| Перемога  | 57.  | 14 червня 2015    | ITF Шврлотт, США                    | Тверде     | Рената Сарасуа           | Лорен Геррінґ Еллен Перес                      | 6–4, 6–7(6), [10–8]  |
| Поразка   | 44.  | 24 серпня 2015    | ITF Сан-Луїс-Потосі, Мексика        | Тверде     | Лаура Пігоссі            | Монтсеррат Гонсалес Ана Софія Санчес           | 6–4, 3–6, [8–10]     |
| Перемога  | 58.  | 16 травня 2016    | ITF Галац, Румунія                  | Ґрунт      | Гвадалупе Перес Рохас    | Ані Амірагян Александра Перпер                 | 6–4, 2–6, [10–8]     |
| Поразка   | 45.  | 23 травня 2016    | ITF Галац, Румунія                  | Ґрунт      | Гвадалупе Перес Рохас    | Александра Перпер Анастасія Вдовенко           | 3–6, 3–6             |
| Поразка   | 46.  | 29 липня 2016     | ITF Кампус-ду-Жордау, Бразилія      | Тверде     | Луїза Стефані            | Інгрід Гамарра Мартінс Лаура Пігоссі           | 3–6, 6–3, [8–10]     |